# Cronologia dei nanotubi di carbonio
Anche se la scoperta dei nanotubi di carbonio è spesso attribuita al giapponese Sumio Iijima, della NEC, nel 1991, in realtà la storia della scoperta dei nanotubi è molto più articolata ed è iniziata ben più addietro.
Qui di seguito vengono presentati i passi più significativi di questa cronologia.

## 1952
- Radushkevich e Lukyanovich pubblicano un articolo sul  Journal of Physical Chemistry sovietico che mostra fibre grafitiche cave con un diametro di 50 nanometri.[1]

## 1960
- Bollmann e Spreadborough discutono su Nature le proprietà di attrito del carbonio grazie a due fogli rotanti di grafene. L'immagine del microscopio elettronico mostra chiaramente nanotubi di carbonio a parete singola.[2]

## 1976
- Oberlin, Endo e Koyama registrano la crescita per deposizione chimica da vapore di fibre di carbonio su scala nanometrica.[3]

## 1979
- Il romanzo di Arthur C. Clarke Le fontane del Paradiso (The Fountains of Paradise) rende popolare l'idea di un ascensore spaziale che usi un "cristallo continuo di diamante quasi monodimensionale".[4][5]

## 1985
- I fullereni vengono scoperti.[6]

## 1987
- Howard G. Tennent della Hyperion Catalysis registra un brevetto negli Stati Uniti per delle fibrille grafitiche cave.[7]

## 1991
- I nanotubi vengono scoperti nel particolato carbonioso di un arco elettrico alla NEC da un ricercatore giapponese, Sumio Iijima.[8]
- Agosto — I nanotubi vengono scoperti con la deposizione chimica da vapore da Al Harrington e Tom Maganas della Maganas Industries, portando allo sviluppo di un metodo per sintetizzare strati di film sottili monomolecolari di nanotubi.[9]

## 1992
- Prime predizioni teoriche sulle proprietà elettroniche di un nanotubo a parete singola da parte di gruppi al U.S. Naval Research Laboratory, USA[10]; Massachusetts Institute of Technology[11]; e NEC Corporation[12]

## 1993
- Gruppi guidati da Donald S. Bethune all'IBM[13] e Sumio Iijima alla NEC[14] scoprono indipendentemente i nanotubi di carbonio a parete singola e metodi per produrli usando catalizzatori realizzati con metalli di transizione.

## 1995
- I ricercatori svizzeri sono i primi a dimostrare le proprietà di emissione elettronica dei nanotubi di carbonio[15]. Gli inventori tedeschi Till Keesmann e Hubert Grosse-Wilde predissero questa proprietà dei nanotubi nella loro richiesta di brevetto[16].

## 1997
- I primi transistor a singolo elettrone in nanotubi di carbonio (operativi a basse temperature) sono attestati da gruppi alla Delft University[17] e alla UC Berkeley[18].
- Viene fatto il primo suggerimento di usare nanotubi di carbonio come antenne ottiche dall'inventore Robert Crowley nella sua richiesta di brevetto a gennaio 1997[19].

## 1998
- Il primo transistor a effetto campo in nanotubi di carbonio viene attestato da gruppi alla Delft University[20] e all'IBM[21].

## 2000
- Prima dimostrazione che piegare i nanotubi in carbonio modifica la loro resistenza[22].

## 2001
- Aprile — primo resoconto su una tecnica per separare nanotubi metallici e semiconduttori.[23]

## 2002
- Gennaio — Viene dimostrato che i nanotubi di carbonio a parete multipla sono gli oscillatori conosciuti più veloci (>50 GHz).[24]

## 2003
- Settembre — La NEC presenta una tecnologia di fabbricazione stabile per i transistor in nanotubi di carbonio[25]

## 2004
- Marzo — Nature pubblica una foto di un singolo nanotubo di carbonio a parete singola lungo 4 cm.[26]

## 2005
- Maggio — Viene mostrato un prototipo di uno schermo spesso 10 cm ad alta definizione realizzato usando nanotubi.[27]
- Agosto — La University of California scopre che i nanotubi a forma di Y sono transistor già pronti.[28]
- Agosto — General Electric annuncia lo sviluppo di un diodo ideale in nanotubi di carbonio che opera al limite astratto (la miglior prestazione possibile). Un effetto fotovoltaico viene anche osservato in un'apparecchiatura di diodi in nanotubi che può portare ad una rivoluzione nelle celle solari, rendendole più efficienti e più economiche.[29]
- Agosto — Viene sintetizzato un foglio di nanotubi con dimensioni 5 × 100 cm.[30]
- Settembre — La Applied Nanotech (Texas), in collaborazione con sei aziende di elettronica giapponesi, crea un prototipo di una televisione da 25 pollici usando nanotubi di carbonio. Il prototipo non soffre del ghosting come alcuni tipi di televisori digitali fanno.[31]

## 2006

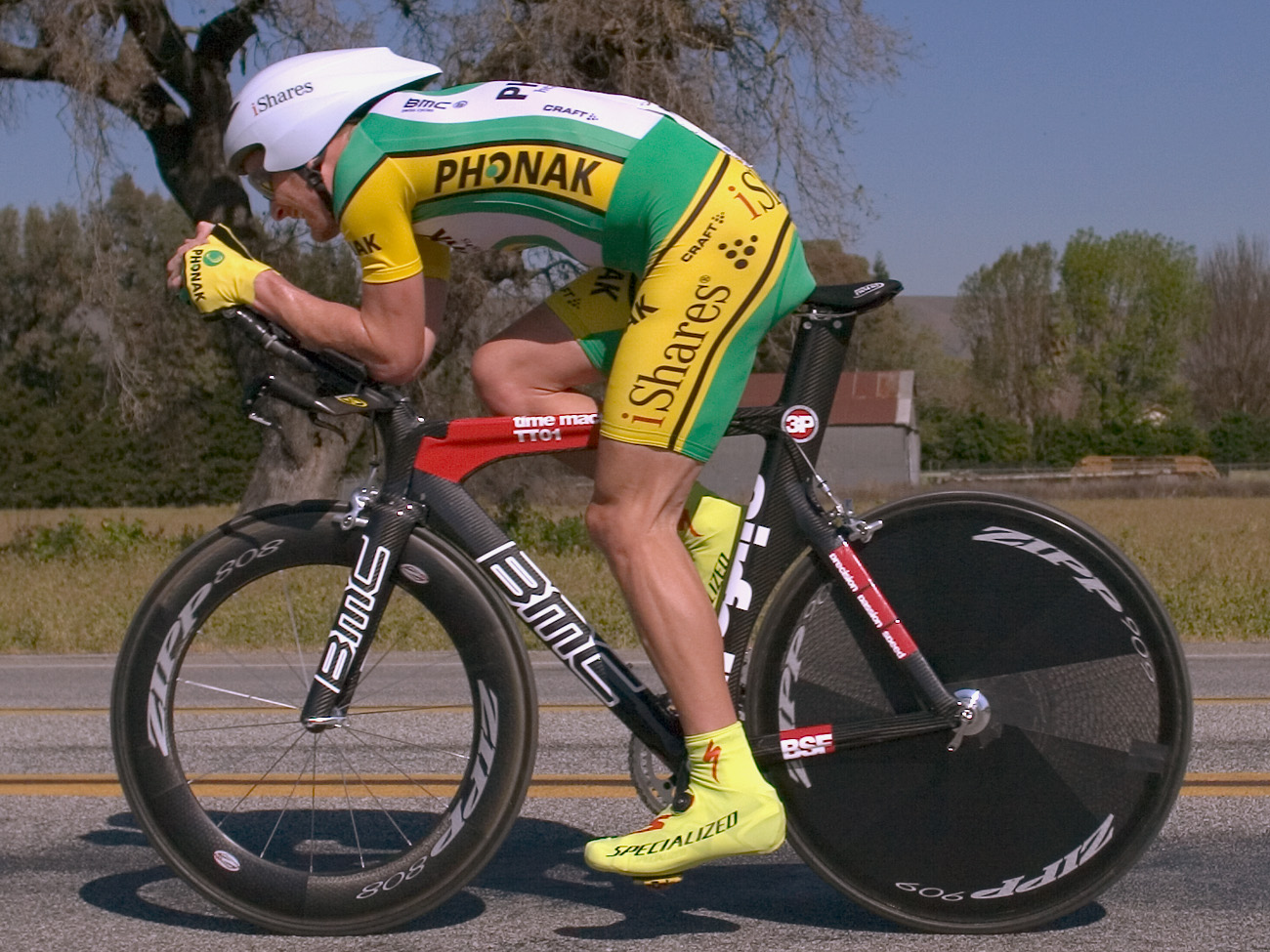
La bicicletta migliorata con nanotubi

- Marzo — IBM annuncia di aver costruito un circuito elettronico attorno a un nanotubo di carbonio.[32]
- Marzo — I nanotubi vengono usati come armatura per la rigenerazione dei nervi danneggiati.[33]
- Maggio — Un metodo per posizionare i nanotubi in modo accurato viene sviluppato da IBM.[34]
- Giugno — Viene inventato un gadget dalla Rice University che può selezionare i nanotubi per dimensione e proprietà elettriche.[35]
- Luglio — I nanotubi vengono inseriti nella fibra di carbonio nella bicicletta che vince il Tour de France 2006.[36]

## 2009
Aprile — I nanotubi vengono incorporati nelle batterie costruite da virus.